# Fekete Sándor (honvéd)
Fekete Sándor (angolul: Alexander Fekete; névváltozat: Feckete) (Pest-Buda, 1827. december 2. — East St. Louis, Illinois, USA, 1911. március elején) magyar és amerikai szabadságharcos, polgári foglalkozása orvos.

## Életútja
Korai tanulmányait a jezsuitáknál végezte, majd felsőfokú tanulmányokat folytatott a Bécsi Egyetemen, az orvostudományi szakon. Tanulmányai megszakítva az magyar 1848-49-es magyar szabadságharc hírére Kossuth Lajos zászlója alá állt, mint 21 éves ifjú magyar honvéd, a nagyszebeni csatában megsebesült, s osztrák fogságba került, ahonnét kiszabadulva török földre menekült. 1852-ben került ki Amerikába, East St. Louis-ban (Illinois) telepedett le, s orvosi diplomát szerzett, majd orvosként praktizált, Aviston városba (Illinois) költözött, ott megnősült, Catherine Fishert vette el, a házaspár Marinetownban (Illinois) telepedett le. 
Az amerikai polgárháború kitörésekor Fekete otthagyta polgári foglalkozását, besoroztatta magát az 5. számú missouri gyalogezredbe, s ott az őrnagyságig vitte. Vasváry Ödön és Vida István Kornél arról ad hírt, hogy 1862. május 19-től a missouri 13. lovasezred egyik segédorvosa volt. 1865. április 3-án szerelt le.
A polgárháború után New Orleansban hamarosan orvosi műhibaperbe keveredett, végül felmentették, de érdemesebb volt más helységbe költöznie, visszatért East St. Louis-ba, nagy megbecsülésnek örvendett amerikai polgártársai részéről, megválasztották polgármesternek is, majd Benjamin Harrison elnök kinevezte East St. Louis postamesterévé. Gyermekei, s azok leszármazottai is éltek East St. Louis-ban, de közülük magyar nyelven már egyik sem beszélt, ősük magyar nevét azonban megtartották.